# Nicolae Ionescu

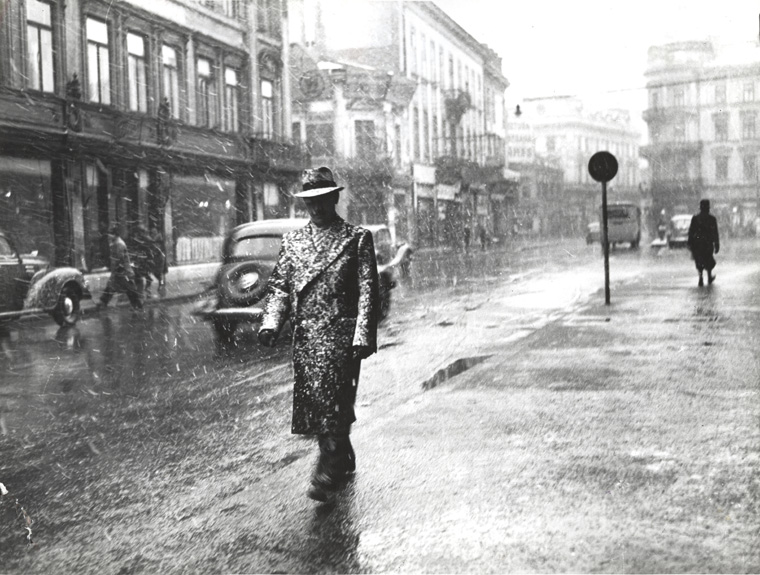
Zima na bukurešťské ulici Calea Victoriei, naproti restauraci Casa Capşa

Nicolae Ionescu (1. listopadu 1903 Bukurešť – 1974) byl rumunský fotograf považovaný za foto-kronikáře své doby.

## Život a dílo
Fotografoval život obyčejných lidí, architekturu a pohlednice měst. V Bukurešti dokumentoval památky, kostely, kláštery, hotely, muzea, trhy, veletrhy, bulváry, ulice, veřejné budovy, dopravní prostředky (tramvaje, koně táhnoucí vozy, kočárky, cyklisty), náboženské procesí nebo vánoční zvyky.

## Galerie

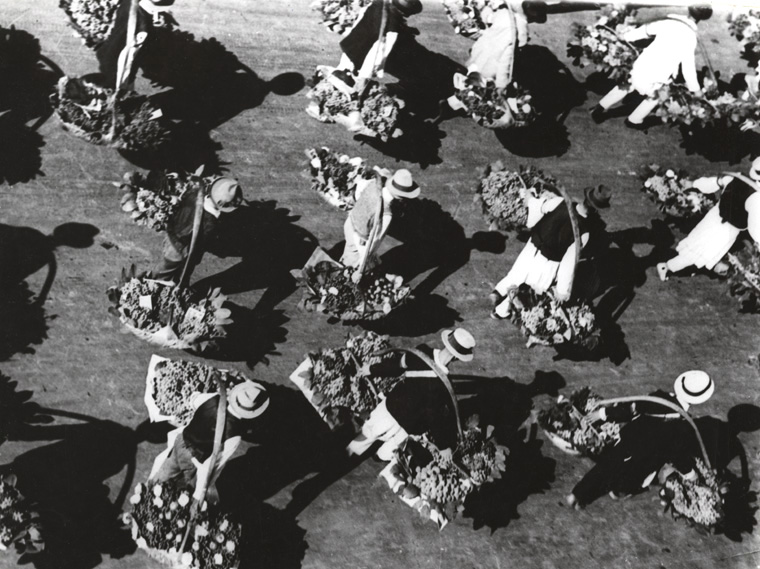
Lidé z Olténie odcházejí z trhu, 1923-1935
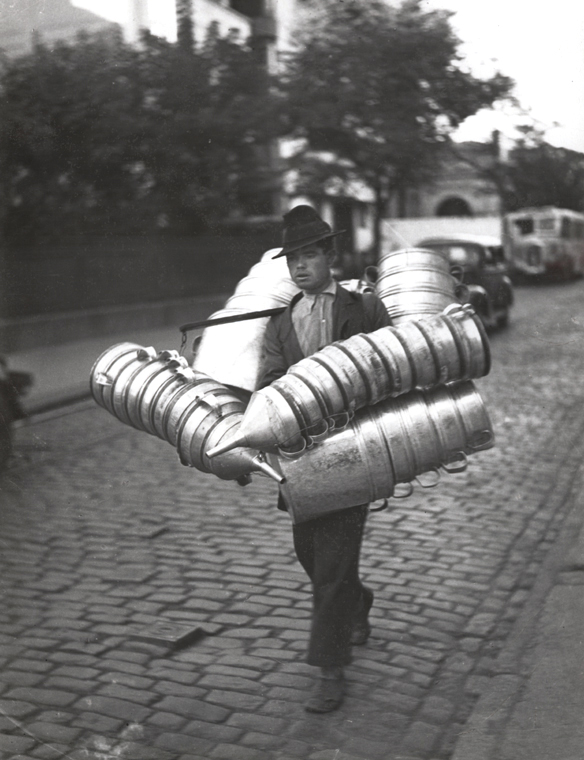
Prodavač
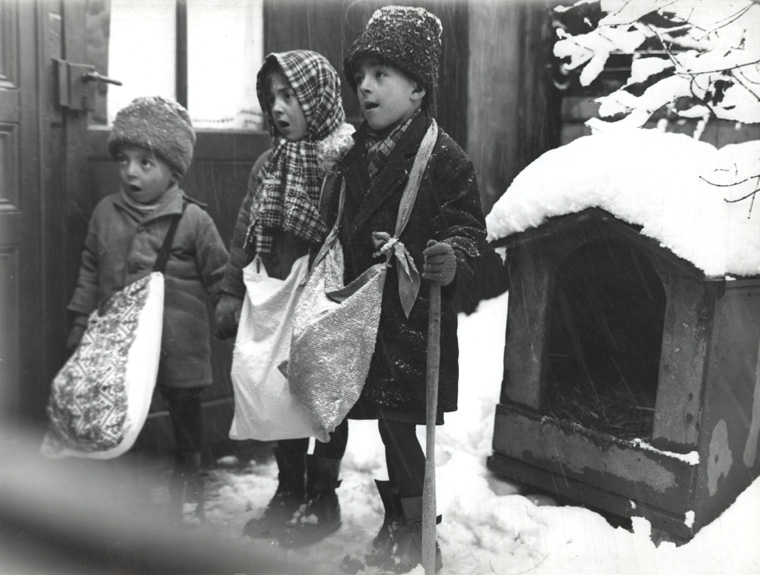
Děti v Bukurešti, 1929
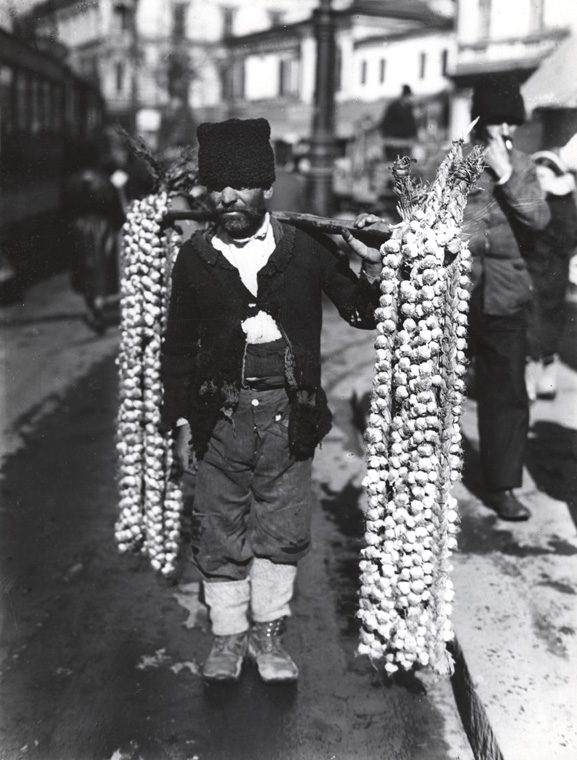
Prodavač česneku, 1930
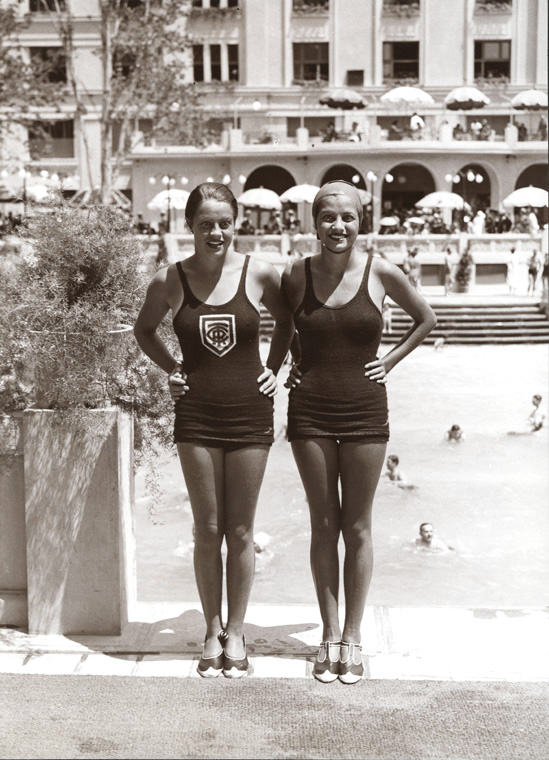
Veřejné koupaliště
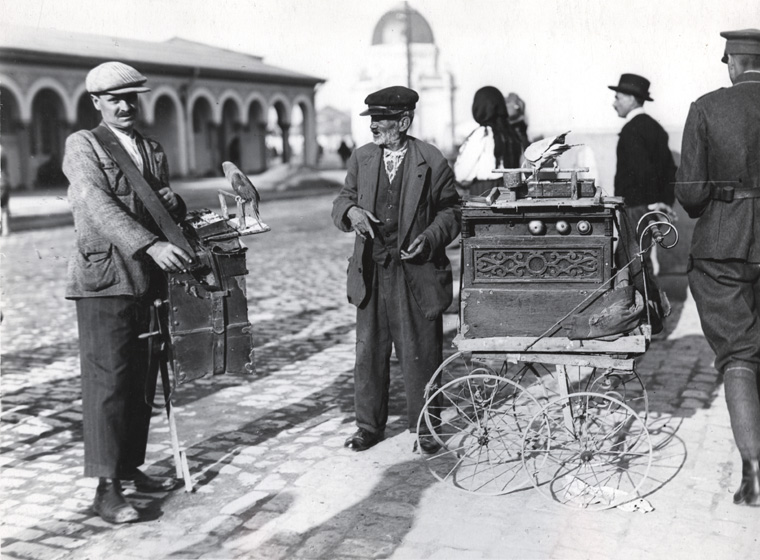
The Organ Grinders
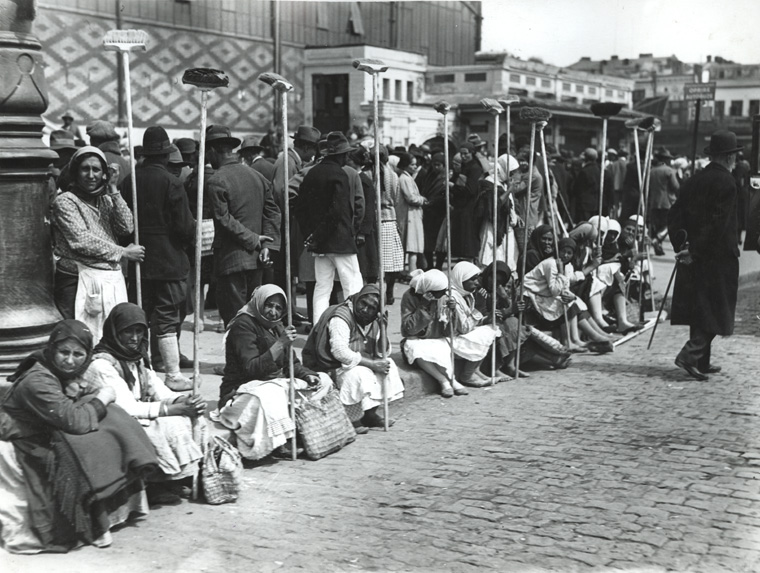
Whitewashers, 1928
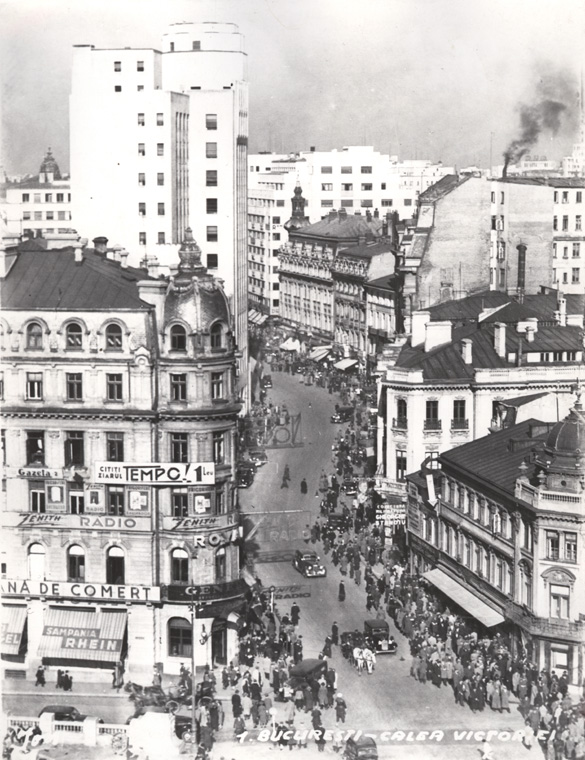
Victory Avenue between Capşa House and the Telephone Palace, 1935
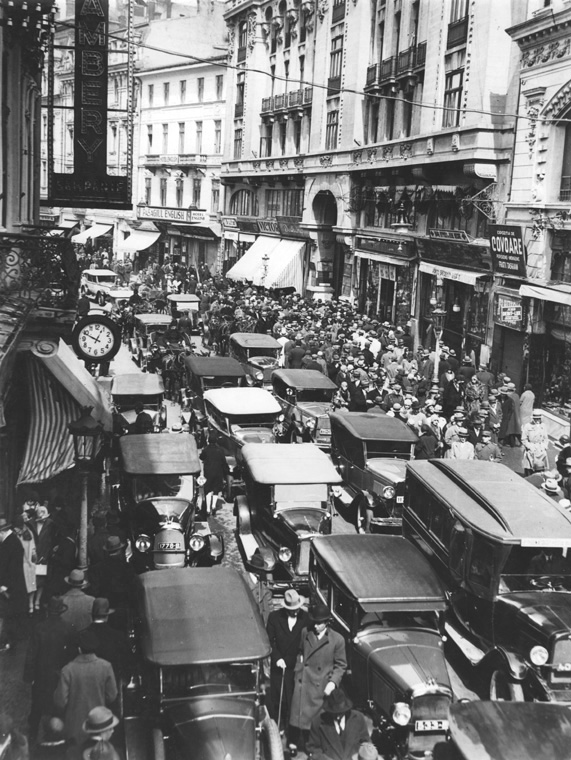
Nedělní odpoledne na Victory Avenue, 1923
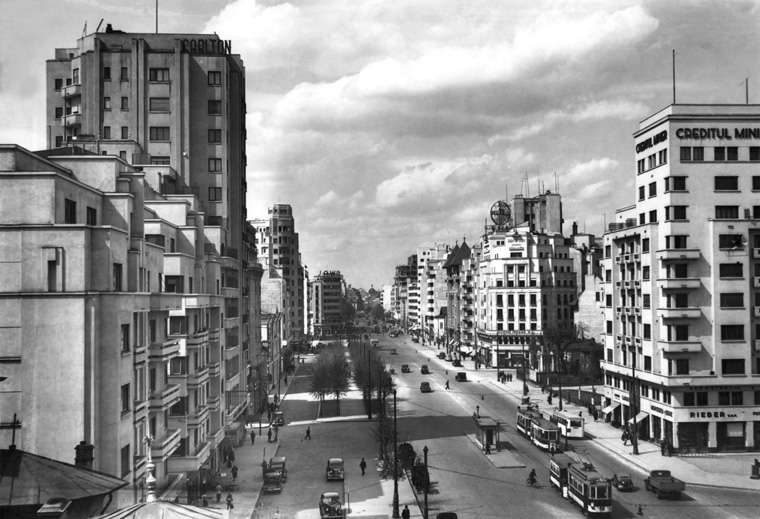
Brătianu Boulevard
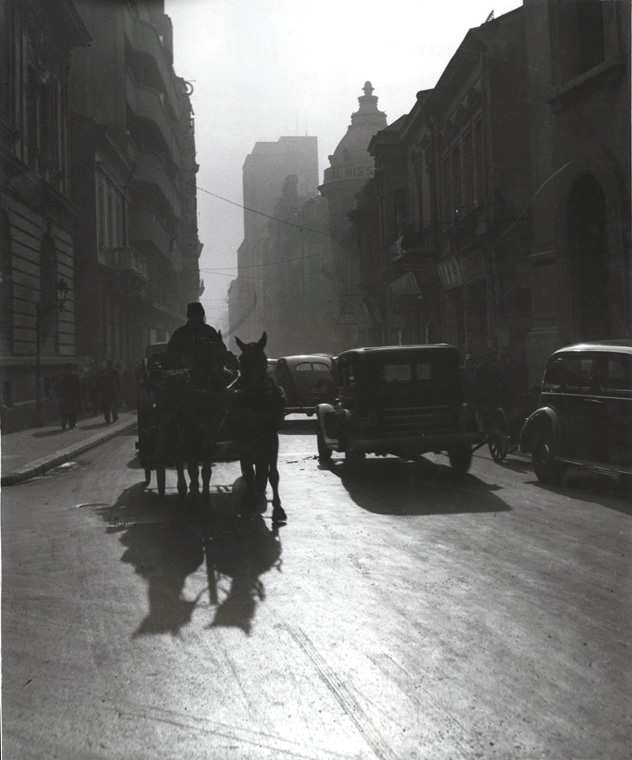
Centrum Bukurešti, 1935
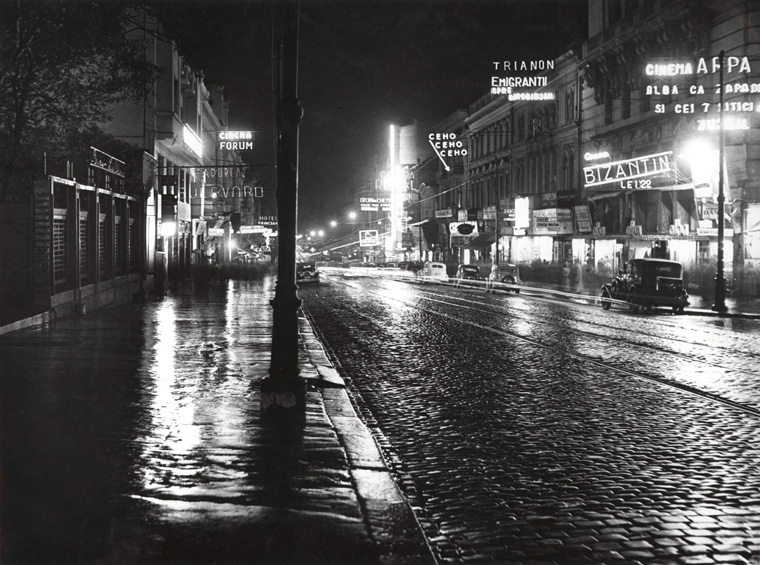
Queen Elisabeta Avenue, 1932